# Preuilly-la-Ville
Preuilly-la-Ville ist eine westfranzösische Gemeinde mit 151 Einwohnern (Stand: 1. Januar 2022) im Département Indre in der Region Centre-Val de Loire. Die Gemeinde gehört zum Arrondissement Le Blanc und zum Kanton Le Blanc. Die Einwohner werden Preuillavillois genannt. 

## Lage
Preuilly-la-Ville liegt etwa 45 Kilometer ostnordöstlich von Poitiers an der Creuse. Umgeben wird Preuilly-la-Ville von den Nachbargemeinden Tournon-Saint-Martin im Norden, Pouligny-Saint-Pierre im Osten und Südosten, Fontgombault im Süden sowie Lurais im Westen.

## Bevölkerungsentwicklung
| Jahr                       | 1962 | 1968 | 1975 | 1982 | 1990 | 1999 | 2006 | 2018 |
| Einwohner                  | 210  | 183  | 156  | 160  | 148  | 131  | 160  | 159  |
| Quellen: Cassini und INSEE |      |      |      |      |      |      |      |      |

## Sehenswürdigkeiten
- Kirche Saint-Pierre, bereits im 10. Jahrhundert erwähnt